# Johann Ludwig von Poll

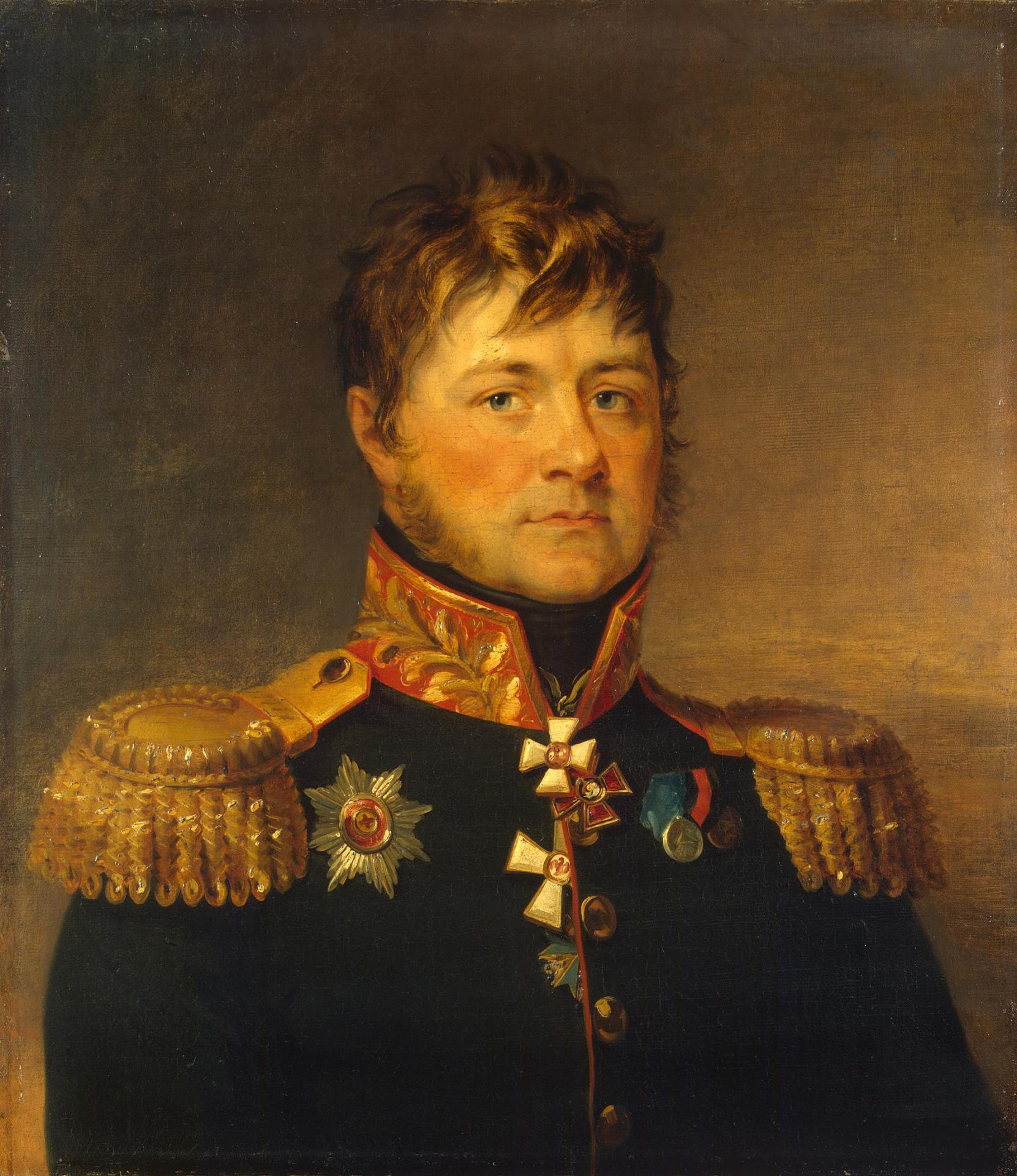
Generalmajor Johann Ludwig von Poll (George Dawe)

Johann Ludwig von Poll (russisch Иван Лаврентьевич Поль Iwan Lawrentjewitsch Pol, * 1768 auf Ösel; † 19. April 1840 im Gouvernement Kiew) war ein deutsch-baltischer Adelsmann und Generalmajor in der Kaiserlich-Russischen-Armee, er zählt zu den „Helden des Vaterländischen Krieges von 1812“.

## Militärische Laufbahn
Seine militärische Karriere begann im Februar 1781 im Preobraschensker Leib-Garderegiment, 1783 wechselte er in das Kexsholmsche Garderegiment. Hier diente er als Fähnrich. Er wurde 1786 im Kiewer Grenadierregiment zum Leutnant befördert. Danach wurde er zum Tauridischen Grenadierregiment versetzt und avancierte 1790 zum Kapitän. Seine nächste Verendung war ab Januar 1794 im Karabiniersregiment von Sewersk. Während seiner Kriegseinsätze wurde er zunächst zum Second-Major, im Jahre 1796 zum Major, 1799 zum Oberstleutnant und 1800 zum Oberst befördert. Sein erstes Kommando übernahm er 1803 als Regimentskommandeur des Dragonerregiments von Noworossijsk, welches er erfolgreich führte. Nach dem Tilsiter Frieden von 1807 wurde er unter gleichzeitiger Beförderung zum Generalmajor Kommandeur des Dragonerregiments von Kargopol. Drei Jahre später wurde sein Regiment dem 2. Reservekavalleriekorps zugeteilt, welches unter dem Kommando des Fürsten Michael Andreas Barclay de Tolly stand. Im Jahre 1812 führte er das Regiment, nun der 1. Armee unterstellt, in die Schlacht von Borodino. Er kommandierte das Kargopol-Regiment bis zum 1. September 1814 und wurde Brigadekommandeur. Im Januar 1817 erhielt er das Kommando über die 4. Dragonerdivision. Am 29. Dezember 1821 wurde er mit allen Ehren aus der Kaiserlich-Russischen Armee entlassen und verbrachte den Rest seines Lebens in der Provinz Kiew.

## Teilnehmer an folgenden Kriegshandlungen
Johann Ludwig von Poll war als Offizier überwiegend Truppenführer, der bei mehreren Schlachten im Einsatz war: Kościuszko-Aufstand 1794, Schlacht bei Chełm 1794, Dritter Koalitionskrieg 1805, Russlandfeldzug 1812, Schlacht von Borodino 1812, Schlacht bei Wjasma 1812, Schlacht bei Krasnoje 1812, Schlacht um Dresden 1813, Schlacht bei Bautzen 1813 und Schlacht bei Großgörschen 1813, Völkerschlacht bei Leipzig 1813, Schlacht bei Fère-Champenoise 1814, Schlacht bei Paris 1814 und letztlich Schlacht bei Waterloo 1815.

## Auszeichnungen
Sein Porträt wurde in der Militärgalerie des Winterpalasts in Sankt Petersburg an der „Barclay-de-Toll-Wand“ platziert, da er zu den Generalen des Patriotischen Krieges von 1812 zählt. Die dortigen Porträts wurden zum großen Teil von dem englischen Maler George Dawe erstellt. Johann Ludwig von Poll wurde mit folgenden Orden und Ehrenzeichen dekoriert: Roter Adlerorden 2. Klasse, Pour le Mérite, Orden des Heiligen Wladimir 3. und 2. Klasse, Russischer Orden des Heiligen Georg 3. Klasse und Russischer Orden der Heiligen Anna 1. Klasse.

## Herkunft und Familie

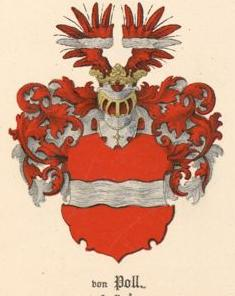
Wappen der Adelsfamilie von Poll

Johann Ludwig von Poll war ein Spross der uradeligen Familie von Poll, die seit Mitte des 14. Jahrhunderts in Estland, überwiegend auf der Insel Ösel, ansässig war. Sein Vater war Lorenz Wilhelm von Poll (1730–1783), Herr auf Wexholm, er war mit Magdalena von Nolcken (1737–1827) verheiratet. Johann Ludwig heiratete Solomeja Jakovlevna Doschitzkaya (1785–nach 1841), ihre Nachkommen waren:
- Gustav Anton Jakob von Poll (* um 1805, † 6. Dezember 1867 in Sankt Petersburg) ⚭ Pulcherija Rolla
- Adelaide von Poll (* um 1808)
- August Rosalie von Poll (* um 1819)